# Arthur Jackson
Arthur Charles „Art“ Jackson (* 15. Mai 1918 in Brooklyn, New York City; † 6. Januar 2015 in Concord) war ein US-amerikanischer Sportschütze.

## Erfolge
Arthur Cook nahm an drei Olympischen Spielen teil. 1948 belegte er in London den 16. Platz im Dreistellungskampf mit dem Freien Gewehr. Vier Jahre darauf ging er in den beiden Einzeldisziplinen mit dem Kleinkalibergewehr an den Start und erreichte im Dreistellungskampf den zwölften Platz. Erfolgreicher verlief der Wettbewerb im liegenden Anschlag, in dem er mit 399 Punkten hinter Iosif Sîrbu und Boris Andrejew den dritten Platz belegte und somit die Bronzemedaille gewann. Bei den Olympischen Spielen 1956 in Melbourne beendete er den Dreistellungskampf erneut auf Rang zwölf, während er im liegenden Anschlag nicht über den 31. Platz hinaus kam.
Jackson gewann insgesamt neun Medaillen bei Weltmeisterschaften. Dabei wurde er 1949 in Buenos Aires und 1952 in Oslo jeweils mit dem Kleinkaliber ebenso im liegenden Anschlag über 50 und 100 m Weltmeister, wie auch 1952 in der Liegend-Position nur über 50 m. Im Mannschaftswettbewerb über 50 und 100 m kombiniert gewann er 1952 sowie 1954 in Caracas den Titel, nachdem er 1949 mit ihr noch den zweiten Platz belegt hatte. Darüber hinaus gewann er 1952 dreimal Bronze. Sieben Gold- und zwei Silbermedaillen sicherte sich Jackson bei Panamerikanischen Spielen. Im Einzel gewann er 1951 in Buenos Aires und 1955 in Mexiko-Stadt mit dem Kleinkalibergewehr jeweils die Titel im Dreistellungskampf und im liegenden Anschlag, 1955 gewann er auch in den jeweiligen Mannschaftswettbewerben Gold. Auch auf nationaler Ebene war Jackson sehr erfolgreich. 1999 wurde er in die Hall of Fame des US-amerikanischen Schützenbundes aufgenommen.
1943 trat Jackson den United States Army Air Forces bei und war unter anderem zum Ende des Zweiten Weltkrieges in Japan stationiert. 1947 schied er aus dem aktiven Dienst aus, verblieb aber in der Reserve. Im Range eines Lieutenant Colonels ging er 1971 in Ruhestand. 1947 begann er Fotografie zu studieren und arbeitete im Anschluss daran am Pratt Institute in New York City. 1951 wurde er von der CIA angeworben, für die er bis 1974 arbeitete. Er war verheiratet und hatte fünf Kinder.